# ماریا آلم
ماریا آلم (به آلمانی: Maria Alm) یک منطقهٔ مسکونی در اتریش است که در ناحیه تسل آم زه واقع شده‌است. ماریا آلم ۱۲۵٫۴۱ کیلومتر مربع مساحت دارد ۸۰۲ متر بالاتر از سطح دریا واقع شده‌است.